# Pedro María Artola
Pedro María Artola Urrutia (ur. 6 września 1948 w Andoain) – hiszpański piłkarz grający na pozycji bramkarza. Gracz Realu Sociedad i FC Barcelona.
W Realu Sociedad grał przez pięć lat, w latach 1970–1975. Następnie przeniósł się do klubu z Katalonii, gdzie grał do 1984 roku. Był jednym z najlepszych bramkarzy w historii klubu, jego średnia wpuszczonych bramek na mecz w sezonie 1977/1978 wyniosła 0,82. W Barcelonie rozegrał 311 spotkań.
Indywidualnie był zwycięzcą Pucharu Króla w 1978, 1981 i 1983 roku, Pucharu Ligi w 1982 i Superpuchar Hiszpanii w 1984 roku. Karierę skończył w 1984.
Był w składzie reprezentacji Hiszpanii na Euro 1980, jednakże nie rozegrał ani jednego spotkania w kadrze.